# Комсомольское сельское поселение (Палласовский район)
Комсомо́льское се́льское посе́ление — муниципальное образование в составе Палласовского района Волгоградской области.
Административный центр — посёлок Комсомольский.

## История
Комсомольское сельское поселение образовано 30 декабря 2004 года в соответствии с Законом Волгоградской области № 982-ОД.

## Население
| 2010  | 2012  | 2013  | 2014  | 2015  | 2016  | 2017  |
| ----- | ----- | ----- | ----- | ----- | ----- | ----- |
| 1285  | ↘1278 | ↘1276 | ↘1267 | ↗1272 | ↗1277 | ↘1263 |
| 2018  | 2019  | 2020  | 2021  |       |       |       |
| ↘1244 | ↘1227 | ↘1222 | ↘1208 |       |       |       |

## Состав сельского поселения
| № | Населённый пункт | Тип населённого пункта          | Население |
| - | ---------------- | ------------------------------- | --------- |
| 1 | Комсомольский    | посёлок, административный центр | ↘1208     |